# Mékambo
Mékambo est une ville du Gabon située dans la province de l'Ogooué-Ivindo, chef-lieu du département de Zadié. Sa population est estimée à 5 029 habitants en 2010.
On y parle le Mahongwé, le Békwil, le Bougom (ou Kélé) et l'Ikota,.